# Widdringtonia whytei
Widdringtonia whytei é uma espécie de conífera da família Cupressaceae.
Apenas pode ser encontrada no Malawi.